# Rugby League International Federation Golden Boot
Le Rugby League International Federation Golden Boot dit Golden Boot ( « soulier d'or »  en français)  est un titre qui récompense le meilleur joueur et la meilleure joueuse de rugby à XIII de l'année, créé en 1985 par le magazine britannique « Open Rugby ». Il est décerné par un jury composé de journalistes de la presse écrite et télévisuelle. 
Aucun titre n'a été décerné en 1991 et 1998,  en raison de difficultés d'organisation,  mais il est remis en place en 1999 quand le magazine Open Rugby a changé de propriétaire pour devenir Rugby League World.
Le plus jeune vainqueur de ce trophée est Greg Inglis, à l'âge de vingt-deux ans en 2009. Andrew Johns, Darren Lockyer et Cameron Smith réussissent la performance d'avoir remporté ce trophée à deux reprises mais seul Johnathan Thurston l'a remporté trois. Le vainqueur le plus âgé est Mal Meninga à l'âge de trente ans, en 1990.
Les droits concernant cette récompense sont cédés en 2017 à la Fédération internationale de rugby à XIII (RLIF), qui attribue ce prix pour la première fois en 2018 en le décernant à Tommy Makinson et Isabelle Kelly,. Il désigne ainsi, à partir de 2018, le joueur ayant effectué les meilleures performances, mais en sélection nationale uniquement.

## Palmarès Hommes

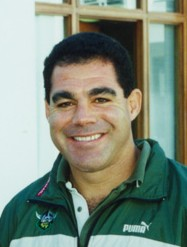
Mal Meninga, lauréat en 1990.

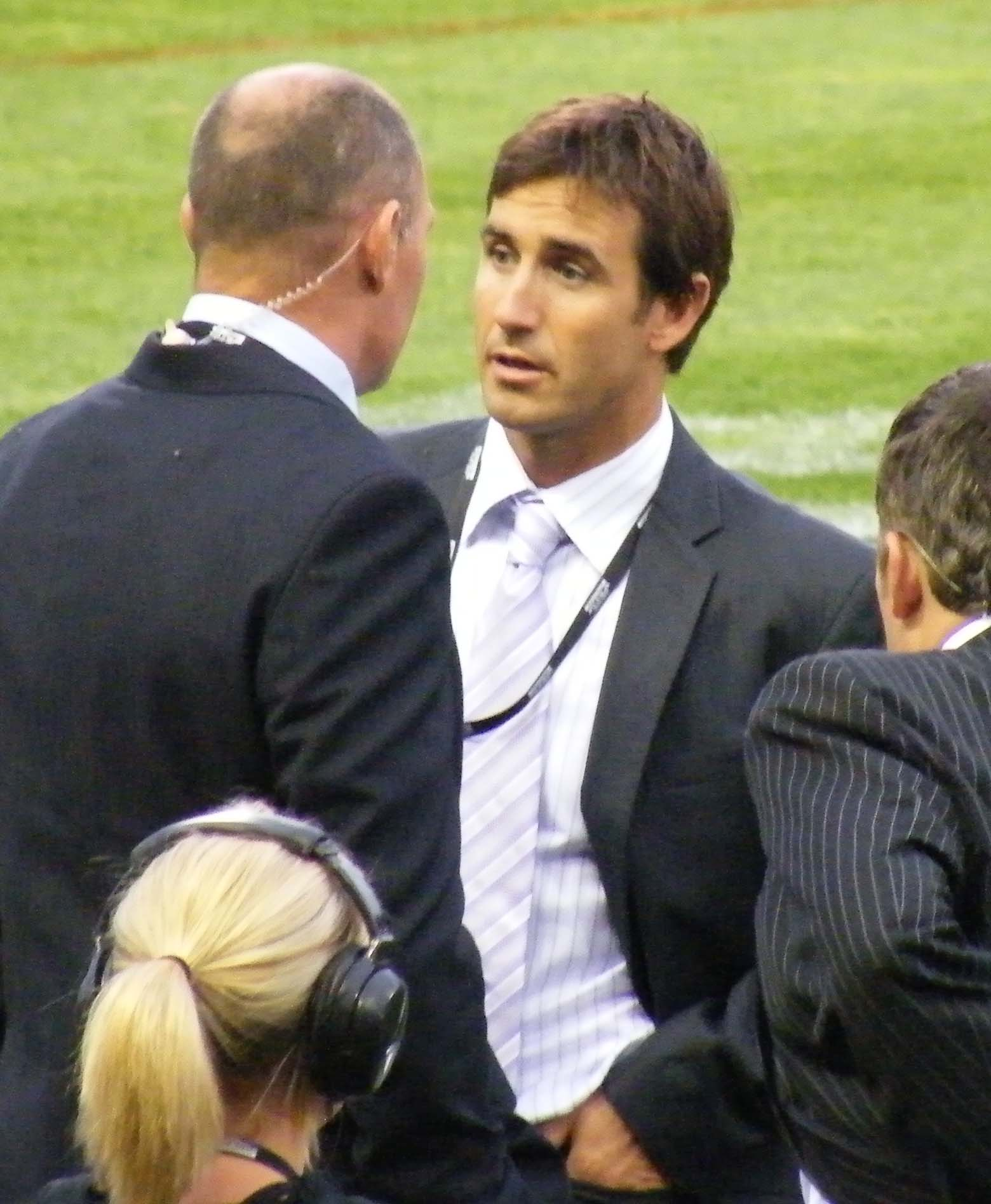
Andrew Johns, lauréat en 1999 et 2001.

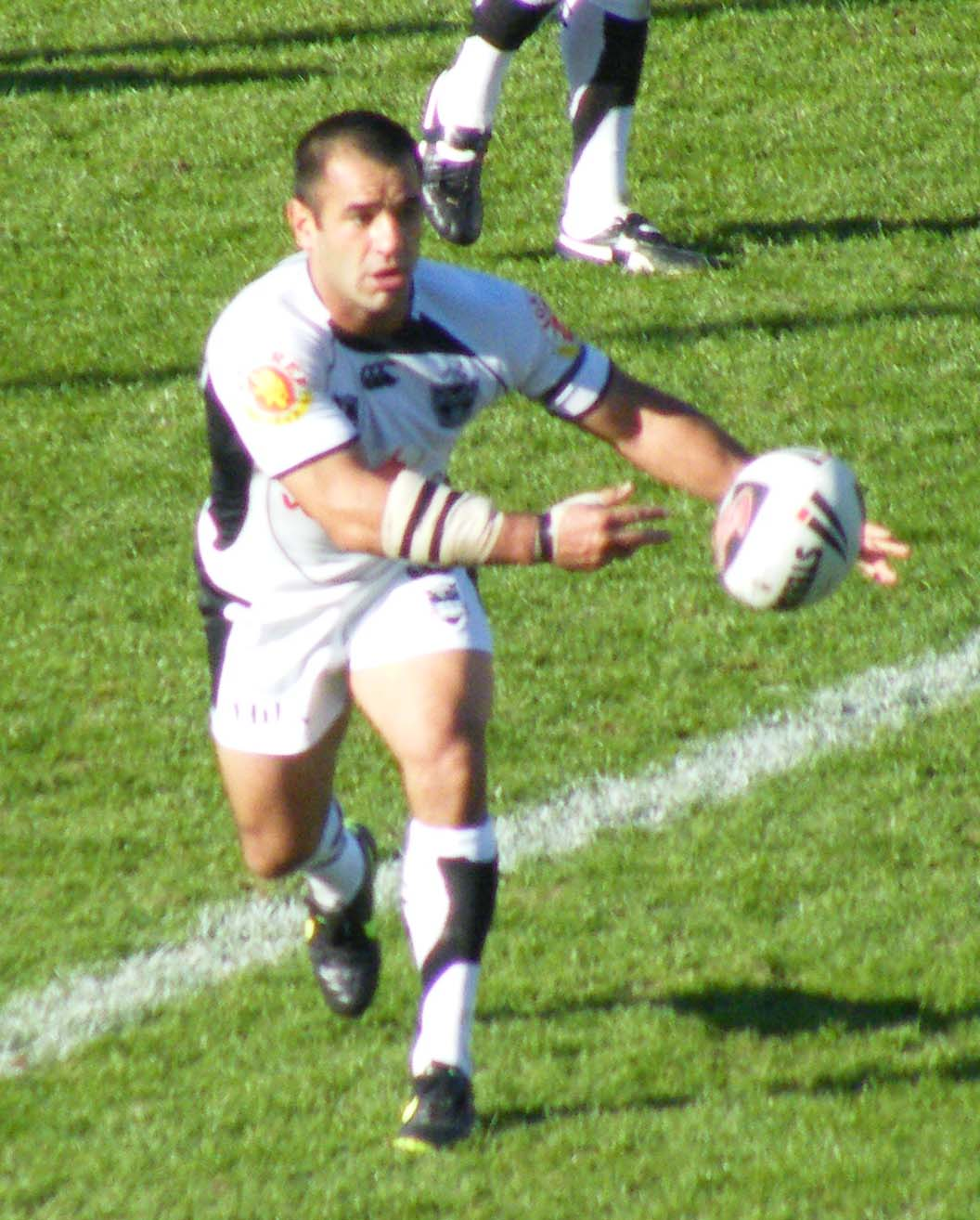
Stacey Jones, lauréat en 2002.

| Année     | Golden Boot (poste)                                          |
| --------- | ------------------------------------------------------------ |
| 1984      | Wally Lewis (demi d'ouverture)                               |
| 1985      | Brett Kenny (demi d'ouverture)                               |
| 1986      | Garry Jack (arrière)                                         |
| 1987*     | Hugh McGahan (deuxième ligne) Peter Sterling (demi de mêlée) |
| 1988      | Ellery Hanley (demi d'ouverture)                             |
| 1989      | Mal Meninga (centre)                                         |
| 1990      | Garry Schofield (demi d'ouverture)                           |
| 1991-1998 | Pas de récompense                                            |
| 1999      | Andrew Johns (demi de mêlée)                                 |
| 2000      | Brad Fittler (demi d'ouverture)                              |
| 2001      | Andrew Johns (demi de mêlée)                                 |
| 2002      | Stacey Jones (demi de mêlée)                                 |
| 2003      | Darren Lockyer (arrière)                                     |
| 2004      | Andrew Farrell (troisième ligne)                             |
| 2005      | Anthony Minichiello (arrière)                                |
| 2006      | Darren Lockyer (demi d'ouverture)                            |
| 2007      | Cameron Smith (talonneur)                                    |
| 2008      | Billy Slater (arrière)                                       |
| 2009      | Greg Inglis (centre)                                         |
| 2010      | Benji Marshall (demi d'ouverture)                            |
| 2011      | Johnathan Thurston (demi de mêlé)                            |
| 2012      | Kevin Sinfield (troisième ligne)                             |
| 2013      | Johnathan Thurston (demi d'ouverture)                        |
| 2014      | Shaun Johnson (demi de mêlé)                                 |
| 2015      | Johnathan Thurston (demi d'ouverture)                        |
| 2016      | Cooper Cronk (demi d'ouverture)                              |
| 2017      | Cameron Smith (talonneur)                                    |
| 2018      | Thomas Makinson (ailier)                                     |
| 2019      | Roger Tuivasa-Sheck (arrière)                                |
| 2020-2021 | Pas de récompense                                            |
| 2022      | Joseph Manu (arrière)                                        |
| 2023      | James Fisher-Harris (pilier)                                 |
| 2024      | Isaah Yeo (troisième ligne)                                  |

- En 1988, il y a deux lauréats.

## Palmarès femmes
À partir de 2018, la RLIF a décidé d'attribuer également le Gold Boot à la meilleure joueuse de rugby à XIII du monde.
| Année     | Golden Boot (poste)              |
| --------- | -------------------------------- |
| 2018      | Isabelle Kelly (centre)          |
| 2019      | Jessica Sergis (centre)          |
| 2020-2021 | Pas de récompense                |
| 2022      | Raecene McGregor (demi de mêlée) |
| 2023      | Georgia Hale (troisième ligne)   |
| 2024      | Tarryn Aiken (demi d'ouverture)  |

## Statistiques Hommes

### Lauréats de plusieurs Golden Boot
- 3 Golden Boots : Johnathan Thurston
- 2 Golden Boots : Andrew Johns, Darren Lockyer, Cameron Smith et Johnathan Thurston

### Nationalités représentées
- 19 Golden Boots : Australie.
- 5 Golden Boots : Angleterre et Nouvelle-Zélande.

### Représentation des différents postes
- 10 Golden Boots : demi d'ouverture.
- 6 Golden Boots : demi de mêlée.
- 5 Golden Boots : arrière.
- 2 Golden Boots : centre ,talonneur et troisième ligne.
- 1 Golden Boot : deuxième ligne et ailier.